# Liste des députés fédéraux canadiens - C
Cet article contient la liste des députés actuels et anciens à la Chambre des communes du Canada dont le nom commence par la lettre C.
En plus du prénom et du nom du député, la liste contient :
- le parti que le député représentait lors de son élection ;
- le comté et la province où il fut élu.

## Cac - Cal
- Charles L. Caccia, libéral, Davenport, Ontario
- Albert Cadieau, progressiste-conservateur, Meadow Lake, Saskatchewan
- Léo Cadieux, libéral, Terrebonne, Québec
- Pierre H. Cadieux, progressiste-conservateur, Vaudreuil, Québec
- Chuck Cadman, réformiste, Surrey-Nord, Colombie-Britannique
- Norman Augustine Cafik, libéral, Ontario, Ontario
- Charles Hazlitt Cahan, conservateur, Saint-Laurent—Saint-Georges, Québec
- Frank S. Cahill, libéral, Pontiac, Québec
- James Alexander Calder, unioniste, Moose Jaw, Saskatchewan
- Murray Calder, libéral, Wellington—Grey—Dufferin—Simcoe, Ontario
- James Eber Caldwell, progressiste-conservateur, Essex—Kent, Ontario
- Thomas Boyd Caldwell, libéral, Lanark-Nord, Ontario
- Thomas Wakem Caldwell, United Farmers, Victoria—Carleton, Nouveau-Brunswick
- William Murray Caldwell, libéral, Restigouche, Nouveau-Brunswick
- Blaine Calkins, conservateur, Wetaskiwin, Alberta
- Catherine Callbeck, libéral, Malpeque, Île-du-Prince-Édouard
- William Samuel Calvert, libéral, Middlesex-Ouest, Ontario
- Hiram Augustus Calvin, conservateur indépendant, Frontenac, Ontario

## Cam
- Alan John Patrick Cameron, libéral, High Park, Ontario
- Colin Cameron, CCF, Nanaimo, Colombie-Britannique
- Daniel Alexander Cameron, libéral, Cap-Breton-Victoria-Nord, Nouvelle-Écosse
- Donald Mackenzie Cameron, libéral, Middlesex-Ouest, Ontario
- Donald Niel (Don) Cameron, progressiste-conservateur, Kamloops—Shuswap, Colombie-Britannique
- Hector Cameron, conservateur, Victoria-Nord, Ontario
- Hugh Cameron, anti-confédéré, Inverness, Nouvelle-Écosse
- John Charles Alexander Cameron, libéral, Hastings-Sud, Ontario
- John Hillyard Cameron, conservateur, Peel, Ontario
- Malcolm Cameron, libéral, Ontario-Sud, Ontario
- Malcolm Colin Cameron, libéral, Huron-Sud, Ontario
- Iona Campagnolo, libéral, Skeena, Colombie-Britannique
- Kim Campbell, progressiste-conservateur, Vancouver-Centre, Colombie-Britannique
- Alexander Maxwell (Max) Campbell, CCF, The Battlefords, Saskatchewan
- Archibald Campbell, libéral, Kent, Ontario
- Barry R. Campbell, libéral, St. Paul's, Ontario
- Charles James Campbell, conservateur, Victoria, Nouvelle-Écosse
- Colin Alexander Campbell, libéral, Frontenac—Addington, Ontario
- Coline M. Campbell, libéral, South Western Nova, Nouvelle-Écosse
- Ernest John Campbell, progressiste-conservateur, Lambton—Kent, Ontario
- Glenlyon Campbell, conservateur, Dauphin, Manitoba
- Grant Campbell, progressiste-conservateur, Stormont, Ontario
- John Campbell, conservateur, Digby, Nouvelle-Écosse
- John Campbell, libéral, Lasalle, Québec
- John Archibald Campbell, unioniste, Nelson, Manitoba
- Milton Neil Campbell, progressiste, Mackenzie, Saskatchewan
- Robert Campbell, libéral, Renfrew-Sud, Ontario
- Stewart Campbell, anti-confédéré, Guysborough, Nouvelle-Écosse
- W. Bennett Campbell, libéral, Cardigan, Île-du-Prince-Édouard
- William (Bill) Campbell, progressiste-conservateur, Sarnia, Ontario
- Charles-Édouard Campeau, progressiste-conservateur, Saint-Jacques, Québec
- Ralph Osborne Campney, libéral, Vancouver-Centre, Colombie-Britannique

## Can - Cap
- Richard Cannings, Nouveau Parti démocratique, Okanagan-Sud—Kootenay-Ouest, Colombie-Britannique
- John Cannis, libéral, Scarborough-Centre, Ontario
- Charles-Arthur Dumoulin Cannon, libéral, Îles-de-la-Madeleine, Québec
- Lawrence Cannon, conservateur, Pontiac, Québec
- Lucien Cannon, libéral, Dorchester, Québec
- Reginald (Reg) Cantelon, progressiste-conservateur, Kindersley, Saskatchewan
- Jean-Charles Cantin, libéral, Québec-Sud, Québec
- Thomas Cantley, conservateur, Pictou, Nouvelle-Écosse
- René Canuel, Bloc québécois, Matapédia—Matane, Québec
- Armand Caouette, Crédit social, Villeneuve, Québec
- Réal Caouette, Crédit social, Pontiac, Québec
- Gilles Caouette, Crédit social, Charlevoix, Québec
- Elinor Caplan, libéral, Thornhill, Ontario
- Frank Caputo, conservateur, Kamloops—Thompson—Cariboo, Colombie-Britannique

## Carb - Carp
- Onésiphore Carbonneau, libéral, L'Islet, Québec
- Lewis Elston Cardiff, Gouvernement national, Huron-Nord, Ontario
- Murray Cardiff, progressiste-conservateur, Huron—Bruce, Ontario
- Lucien Cardin, libéral, Richelieu—Verchères, Québec
- Pierre-Joseph-Arthur Cardin, libéral, Richelieu, Québec
- Serge Cardin, Bloc québécois, Sherbrooke, Québec
- Henry Cargill, conservateur, Bruce-Est, Ontario
- Jean-Guy Carignan, libéral, Québec-Est, Québec
- Onésime Carignan, conservateur, Champlain, Québec
- John Carling, libéral-conservateur, London, Ontario
- Archibald M. Carmichael, progressiste, Kindersley, Saskatchewan
- James William Carmichael, anti-confédéré, Pictou, Nouvelle-Écosse
- Michael Carney, libéral, Halifax, Nouvelle-Écosse
- Patricia Carney, progressiste-conservateur, Vancouver-Centre, Colombie-Britannique
- Alexis Pierre Caron, libéral, Hull, Québec
- André Caron, Bloc québécois, Jonquière, Québec
- George Caron, conservateur, Maskinongé, Québec
- Jean-Baptiste Thomas Caron, libéral, Ottawa (Cité d'), Ontario
- Joseph Philippe René Adolphe Caron, conservateur, Québec (Comté de), Québec
- Pierre Caron, libéral, Hull, Québec
- Yves Caron, libéral, Beauce, Québec

## Carp - Carv
- Franklin Metcalfe Carpenter, conservateur, Wentworth-Sud, Ontario
- Ben Carr, libéral, Winnipeg-Centre-Sud, Manitoba
- Gary Carr, libéral, Halton, Ontario
- Donald D. Carrick, libéral, Trinity, Ontario
- John James Carrick, conservateur, Thunder-Bay et Rainy-River, Ontario
- Colin Carrie, conservateur, Oshawa, Ontario
- Louis Auguste Carrier, libéral, Lévis, Québec
- Robert Carrier, Bloc québécois, Alfred-Pellan, Québec
- Aileen Carroll, libéral, Barrie—Simcoe—Bradford, Ontario
- Henry George Carroll, libéral, Kamouraska, Québec
- William F. Carroll, libéral, Cap-Breton-Sud, Nouvelle-Écosse
- John Carruthers, libéral, Algoma-Est, Ontario
- Alexander Augustus Williamson Carscallen, conservateur, Hastings-Nord, Ontario
- Chesley William Carter, libéral, Burin—Burgeo, Terre-Neuve-et-Labrador
- Edward Carter, conservateur, Brome, Québec
- Walter C. Carter, progressiste-conservateur, St. John's-Ouest, Terre-Neuve-et-Labrador
- George-Étienne Cartier, libéral-conservateur, Montréal-Est, Québec
- Richard John Cartwright, conservateur, Lennox, Québec
- Frank Broadstreet Carvell, libéral, Carleton, Nouveau-Brunswick

## Cas - Cat
- Louis-Napoléon Casault, conservateur, Bellechasse, Québec
- Wilfrid Garfield Case, progressiste-conservateur, Grey-Nord, Ontario
- George Elliott Casey, libéral, Elgin-Est, Ontario
- Bill Casey, progressiste-conservateur, Cumberland—Colchester, Nouvelle-Écosse
- Sean Casey, libéral, Charlottetown, Île-du-Prince-Édouard
- Philippe Baby Casgrain, libéral, L'Islet, Québec
- Pierre-François Casgrain, libéral, Charlevoix—Montmorency, Québec
- Thomas Chase-Casgrain, conservateur, Montmorency, Québec
- Edward L. Cash, libéral, Mackenzie, Territoires du Nord-Ouest
- Richard Joseph Cashin, libéral, St. John's-Ouest, Terre-Neuve-et-Labrador
- Arza Clair Casselman, conservateur, Grenville, Ontario
- Cora Taylor Casselman, libéral, Edmonton-Est, Alberta
- Frederick Clayton Casselman, libéral, Edmonton-Est, Alberta
- Orren D. Casselman, unioniste, Dundas, Ontario
- Michael Morris Cassidy, Nouveau Parti démocratique, Ottawa-Centre, Ontario
- Rick Casson, réformiste, Lethbridge, Alberta
- George Hugh Castleden, CCF, Yorkton, Saskatchewan
- Douglas Marmaduke Caston, progressiste-conservateur, Jasper—Edson, Alberta
- Jeannot Castonguay, libéral, Madawaska—Restigouche, Nouveau-Brunswick
- Cecial A. Cathers, progressiste-conservateur, York-Nord, Ontario
- A. Earl Catherwood, progressiste-conservateur, Haldimand, Ontario
- Marlene Catterall, libéral, Ottawa-Ouest, Ontario
- Médéric Catudal, libéral, Napierville, Québec

## Cau - Chap
- Joseph Édouard Cauchon, conservateur, Montmorency, Québec
- Martin Cauchon, libéral, Outremont, Québec
- Robert Cauchon, libéral, Beauharnois, Québec
- Harry Peter Cavers, libéral, Lincoln, Ontario
- Michael Cayley, conservateur, Beauharnois, Québec
- Thomas Merritt Cayley, libéral, Oxford-Sud, Ontario
- Benoît Chabot, indépendant, Kamouraska, Québec
- John Léo Chabot, conservateur, Cité d'Ottawa, Ontario
- Louise Chabot, Bloc québécois, Thérèse-De Blainville, Québec
- Harry Chadwick, progressiste-conservateur, Brampton—Malton, Ontario
- Bardish Chagger, libéral, Waterloo, Ontario
- George Chahal, libéral, Calgary Skyview, Alberta
- Brenda Chamberlain, libéral, Guelph—Wellington, Ontario
- Brown Chamberlin, conservateur, Missisquoi, Québec
- Adam Chambers, conservateur, Simcoe-Nord, Ontario
- Alan Chambers, libéral, Nanaimo, Colombie-Britannique
- Egan Chambers, progressiste-conservateur, Saint-Laurent—Saint-Georges, Québec
- Albert Champagne, libéral, Battleford, Saskatchewan
- Andrée P. Champagne, progressiste-conservateur, Saint-Hyacinthe—Bagot, Québec
- François-Philippe Champagne, libéral, Saint-Maurice—Champlain, Québec
- Louis Napoléon Champagne, libéral, Wright, Québec
- Michel Champagne, progressiste-conservateur, Champlain, Québec
- Martin Champoux, Bloc québécois, Drummond, Québec
- Raymond Chan, libéral, Richmond, Colombie-Britannique
- Edmund Leavens Chandler, libéral, Brome, Québec
- Gérard Chapdelaine, Crédit social, Sherbrooke, Québec
- Renaud Chapdelaine, progressiste-conservateur, Nicolet—Yamaska, Québec
- Joseph-Adolphe Chapleau, conservateur, Terrebonne, Québec
- Alexander Dew Chaplin, conservateur, Kent, Ontario
- Gordon Chaplin, progressiste-conservateur, Waterloo-Sud, Ontario
- James Dew Chaplin, unioniste, Lincoln, Ontario
- Hyliard G. Chappell, libéral, Peel-Sud, Ontario

## Char - Chis
- Napoléon Charbonneau, libéral, Jacques-Cartier, Québec
- Yvon Charbonneau, libéral, Anjou—Rivière-des-Prairies, Québec
- Jean Charest, progressiste-conservateur, Sherbrooke, Québec
- Chris Charlton, Nouveau Parti démocratique, Hamilton Mountain, Ontario
- John M. Charlton, libéral, Norfolk-Nord, Ontario
- John Alpheus Charlton, progressiste-conservateur, Brant, Ontario
- William Andrew Charlton, libéral, Norfolk, Ontario
- Samuel Charters, unioniste, Peel, Ontario
- Gilbert Chartrand, progressiste-conservateur, Verdun—Saint-Paul, Québec
- Sophie Chatel, libéral, Pontiac, Québec
- David Cameron Chatters, réformiste, Athabasaca, Alberta
- George Louis Chatterton, progressiste-conservateur, Esquimalt—Saanich, Colombie-Britannique
- Andrew Chatwood, libéral, Grand Falls—White Bay—Labrador, Terre-Neuve-et-Labrador
- Pierre-Joseph-Olivier Chauveau, conservateur, Québec, Québec
- Léon Adolphe Chauvin, conservateur, Terrebonne, Québec
- Shaun Chen, libéral, Scarborough-Nord, Ontario
- Jacques Raymond Chénier, libéral, Timmins—Chapleau, Ontario
- John A. Chesley, conservateur, Cité et Comté de Saint-Jean, Nouveau-Brunswick
- Guillaume Cheval dit Saint-Jacques, libéral, Rouville, Québec
- Edgar-Rodolphe-Eugène Chevrier, libéral, Ottawa (Cité d'), Ontario
- Lionel Chevrier, libéral, Stormont, Ontario
- Thomas Edward Manley Chew, libéral, Simcoe-Est, Ontario
- Leverett de Veber Chipman, libéral, Kings, Nouvelle-Écosse
- William Henry Chipman, anti-confédéré, Kings, Nouvelle-Écosse
- Alexander William Chisholm, libéral, Inverness, Nouvelle-Écosse
- Daniel Black Chisholm, libéral-conservateur, Hamilton, Ontario
- Donald Chisholm, conservateur, New Westminster, Colombie-Britannique
- Thomas Chisholm, conservateur, Huron-Est, Ontario
- William Chisholm, libéral, antigonish, Nouvelle-Écosse

## Cho - Ci
- Michael Chong, conservateur, Wellington—Halton Hills, Ontario
- Auguste Choquette, libéral, Lotbinière, Québec
- Joseph Armand Choquette, Bloc populaire canadien, Stanstead, Québec
- Philippe Auguste Choquette, libéral, Montmagny, Québec
- Honoré Julien Jean-Baptiste Chouinard, conservateur, Dorchester, Québec
- Olivia Chow, Nouveau Parti démocratique, Trinity—Spadina, Ontario
- Gordon Campbell Chown, progressiste-conservateur, Winnipeg-Sud, Manitoba
- Jean-Guy Chrétien, Bloc québécois, Frontenac, Québec
- Jean Chrétien, libéral, Saint-Maurice—Laflèche, Québec
- Frank Claus Christian, Crédit social, Okanagan Boundary, Colombie-Britannique
- Peter Christie, conservateur, Ontario-Sud, Ontario
- Thomas Christie, libéral, Argenteuil, Québec
- Thomas Christie (fils), Argenteuil, Québec
- David Christopherson, Nouveau Parti démocratique, Hamilton-Centre, Ontario
- Charles Edward Church, libéral, Lunenburg, Nouvelle-Écosse
- Thomas Langton Church, conservateur, Toronto-Nord, Ontario
- Gordon Minto Churchill, progressiste-conservateur, Winnipeg-Centre-Sud, Manitoba
- Marie Honorius Ernest Cimon, conservateur, Chicoutimi—Saguenay, Québec
- Simon Cimon, conservateur, Charlevoix, Québec
- Simon Xavier Cimon, conservateur, Charlevoix, Québec

## Cla
- Gordon Drummond Clancy, progressiste-conservateur, Yorkton, Saskatchewan
- James Clancy, conservateur, Bothwell, Ontario
- Mary Catherine Clancy, libéral, Halifax, Nouvelle-Écosse
- George Adam Clare, conservateur, Waterloo-Sud, Ontario
- Joe Clark, progressiste-conservateur, Rocky Mountain, Alberta
- Hugh Clark, conservateur, Bruce-Nord, Ontario
- John Clark, libéral, Grey-Nord, Ontario
- John Arthur Clark, conservateur, Burrard, Colombie-Britannique
- Michael Clark, libéral, Red Deer, Alberta
- Stuart Murray Clark, libéral, Essex-Sud, Ontario
- Walter Leland Rutherford Clark, progressiste-conservateur, Brandon—Souris, Manitoba
- William George Clark, libéral, York—Sunbury, Nouveau-Brunswick
- Alfred Henry Clarke, libéral, Essex-Sud, Ontario
- Edward Frederick Clarke, conservateur, Toronto-Ouest, Ontario
- Harry Gladstone Clarke, conservateur, Rosedale, Ontario
- William Aurelius Clarke, conservateur, Wellington-Nord, Ontario
- William Hillary Clarke, progressiste-conservateur, Vancouver Quadra, Colombie-Britannique
- Roger Clavet, Bloc québécois, Louis-Hébert, Québec
- Brooke Claxton, libéral, Saint-Laurent—Saint-Georges, Québec
- George Clayes, libéral, Missisquoi, Québec

## Cle - Coc
- Bernard Cleary, Bloc québécois, Louis-Saint-Laurent, Québec
- Hughes Cleaver, libéral, Halton, Ontario
- Tony Clement, conservateur, Parry Sound—Muskoka, Ontario
- Herbert Sylvester Clements, conservateur, Kent-Ouest, Ontario
- Gaston Clermont, libéral, Labelle, Québec
- Clarence Chester Cleveland, conservateur, Richmond—Wolfe, Québec
- Lawson Omar Clifford, libéral, Ontario-Sud, Ontario
- Terry Clifford, progressiste-conservateur, London—Middlesex, Ontario
- J. Roger Clinch, progressiste-conservateur, Gloucester, Nouveau-Brunswick
- Hector Daniel Clouthier, libéral, Renfrew—Nipissing—Pembroke, Ontario
- Armand Cloutier, libéral, Drummond—Arthabaska, Québec
- Sidney LeRoi Clunis, libéral, Kent, Ontario
- William Cluxton, conservateur, Peterborough-Ouest, Ontario
- Siobhán Coady, libéral, St. John's-Sud—Mount Pearl, Terre-Neuve-et-Labrador
- Robert Carman Coates, progressiste-conservateur, Cumberland, Nouvelle-Écosse
- Emerson Coatsworth, conservateur, Toronto-Est, Ontario
- Gerald Richard Cobbe, libéral, Portage, Manitoba
- Dennis H. Cochrane, progressiste-conservateur, Moncton, Nouveau-Brunswick
- Edward Cochrane, conservateur, Northumberland-Est, Ontario
- Francis Cochrane, conservateur, Nipissing, Ontario
- Kenneth Judson Cochrane, libéral, Cumberland, Nouvelle-Écosse
- Alexander Peter Cockburn, libéral, Muskoka, Ontario
- George Ralph Richardson Cockburn, conservateur, Toronto-Centre, Ontario
- James Cockburn, conservateur, Northumberland-Ouest, Ontario
- Alan Cockeram, Gouvernement national, York-Sud, Ontario
- William Foster Cockshutt, conservateur, Brantford, Ontario

## Cod - Con
- Desmond Morton Code, progressiste-conservateur, Lanark, Ontario
- Denis Coderre, libéral, Bourassa, Québec
- Louis Coderre, conservateur, Hochelaga, Québec
- Thomas Coffin, anti-confédéré, Shelburne, Nouvelle-Écosse
- Elizabeth Shaughnessy Cohen, libéral, Windsor—Sainte-Claire, Ontario
- Charles Carroll Colby, libéral-conservateur, Stanstead, Ontario
- Major James William Coldwell, CCF, Rosetown—Biggar, Saskatchewan
- John Cole, progressiste-conservateur, York—Simcoe, Ontario
- David Michael Collenette, libéral, York-Est, Ontario
- Bernie Collins, libéral, Souris—Moose Mountain, Saskatchewan
- Chad Collins, libéral, Hamilton-Est—Stoney Creek, Ontario
- Laurel Collins, Nouveau Parti démocratique, Victoria, Nouveau-Brunswick
- Mary Collins, progressiste-conservateur, Capilano, Colombie-Britannique
- Charles Wesley Colter, libéral, Haldimand, Ontario
- Newton Ramsay Colter, libéral, Carleton, Nouveau-Brunswick
- Joe Comartin, Nouveau Parti démocratique, Windsor—Sainte-Claire, Ontario
- Gerald J. Comeau, progressiste-conservateur, South West Nova, Nouvelle-Écosse
- Louis-Roland Comeau, progressiste-conservateur, South Western Nova, Nouvelle-Écosse
- William Henry Comstock, libéral, Brockville, Ontario
- Joseph-Roland Comtois, libéral, Joliette—L'Assomption—Montcalm, Québec
- Paul Comtois, progressiste-conservateur, Nicolet—Yamaska, Québec
- Joe Comuzzi, libéral, Thunder Bay—Nipigon, Ontario
- Lionel Pretoria Conacher, libéral, Trinity, Ontario
- Joseph Lawrence (Larry) Condon, libéral, Middlesex—London—Lambton, Ontario
- Frederick Tennyson Congdon, libéral, Yukon, Yukon
- James Conmee, libéral, Thunder-Bay et Rainy-River, Ontario
- Charles Connell, libéral, Carleton, Nouveau-Brunswick
- George Heber Connell, indépendant, Carleton, Nouveau-Brunswick

## Coo - Cos
- Charles Henry Cook, progressiste-conservateur, Vancouver-Nord—Burnaby, Colombie-Britannique
- Herman Henry Cook, libéral, Simcoe-Nord, Ontario
- Jean-Paul Cook, Crédit social, Montmagny—L'Islet, Québec
- Albert Glen Cooper, progressiste-conservateur, Peace River, Alberta
- Clarence Owen Cooper, progressiste-conservateur, Rosetown—Biggar, Saskatchewan
- George Thomas Jendery Cooper, progressiste-conservateur, Halifax, Nouvelle-Écosse
- Michael Cooper, conservateur, St. Albert—Edmonton, Alberta
- Richard Clive Cooper, unioniste, Vancouver-Sud, Colombie-Britannique
- George Gibson Coote, progressiste, Macleod, Alberta
- Albert James Smith Copp, libéral, Digby, Nouvelle-Écosse
- Arthur Bliss Copp, libéral, Westmorland, Nouveau-Brunswick
- Sheila Maureen Copps, libéral, Hamilton-Est, Ontario
- Jean Corbeil, progressiste-conservateur, Anjou—Rivière-des-Prairies, Québec
- Robert Alfred Corbett, progressiste-conservateur, Fundy—Royal, Nouveau-Brunswick
- Eymard Corbin, libéral, Madawaska—Victoria, Nouveau-Brunswick
- Gordon Edward Corbould, conservateur, New Westminster, Colombie-Britannique
- Henry Corby, conservateur, Hastings-Ouest, Ontario
- Ellis Hopkins Corman, libéral, Wentworth, Ontario
- Maxime Cormier, conservateur, Restigouche—Madawaska, Nouveau-Brunswick
- Serge Cormier, libéral, Acadie—Bathurst, Nouveau-Brunswick
- Léopold Corriveau, libéral, Frontenac, Québec
- James Neilson Corry, libéral, Perth, Ontario
- Paul James Cosgrove, libéral, York—Scarborough, Ontario
- Jennifer Cossitt, progressiste-conservateur, Leeds—Grenville, Ontario
- Thomas Charles Cossitt, progressiste-conservateur, Leeds, Ontario
- John Costigan, libéral-conservateur, Costigan, Nouveau-Brunswick

## Cot - Cou
- Alcide Côté, libéral, Saint-Jean—Iberville—Napierville, Québec
- Antoine-Philéas Côté, libéral indépendant, Matapédia—Matane, Québec
- Clément M. Côté, progressiste-conservateur, Lac-Saint-Jean, Québec
- Eva Lachance Côté, libéral, Rimouski, Québec
- Florian Côté, libéral, Nicolet—Yamaska, Québec
- Gustave Côté, libéral, Dorchester, Québec
- Guy Côté, Bloc québécois, Portneuf, Québec
- Joseph Julien Jean-Pierre Côté, libéral, Longueuil, Québec
- Maurice Côté, Crédit social, Chicoutimi, Québec
- Michel Côté, progressiste-conservateur, Langelier, Québec
- Paul-Émile Côté, libéral, Verdun, Québec
- Pierre-Émile Côté, libéral, Bonaventure, Québec
- Yvon Côté, progressiste-conservateur, Richmond—Wolfe, Québec
- Michael Coteau, libéral, Don Valley-Est, Ontario
- Irwin Cotler, libéral, Mont-Royal, Québec
- Ira Delbert Cotnam, conservateur, Renfrew-Nord, Ontario
- Timothy Coughlin, libéral-conservateur, Middlesex-Nord, Ontario
- Charles Jérémie Coulombe, conservateur, Maskinongé, Québec
- Sixte Coupal dit la Reine, libéral, Napierville, Québec
- Gérard Cournoyer, libéral, Richelieu—Verchères, Québec
- Michel Charles Joseph Coursol, conservateur, Montréal-Est, Québec
- Henri Courtemanche, progressiste-conservateur, Labelle, Québec
- René Cousineau, libéral, Gatineau, Québec
- Clément Couture, progressiste-conservateur, Saint-Jean, Québec
- Paul Couture, indépendant, Chicoutimi—Saguenay, Québec

## Cow - Cru
- Donald James Cowan, conservateur, Port Arthur—Thunder Bay, Ontario
- George Henry Cowan, conservateur, Vancouver (Cité de), Colombie-Britannique
- Mahlon K. Cowan, libéral, Essex-Sud, Ontario
- Ralph Bronson Cowan, libéral, York—Humber, Ontario
- Walter Davy Cowan, unioniste, Regina, Saskatchewan
- Marlene Cowling, libéral, Dauphin—Swan River, Manitoba
- Charles Delmer Coyle, progressiste-conservateur, Elgin, Ontario
- Thomas Dixon Craig, conservateur indépendant, Durham-Est, Ontario
- James Crawford, conservateur, Brockville, Ontario
- John Crawford, libéral, Portage la Prairie, Manitoba
- John Willoughby Crawford, conservateur, Leeds-Sud, Ontario
- Rex Crawford, libéral, Kent, Ontario
- William Lawrence Marven Creaghan, progressiste-conservateur, Westmorland, Nouveau-Brunswick
- Thomas Alexander Crerar, libéral, Marquette, Manitoba
- Leon David Crestohl, libéral, Cartier, Québec
- Joseph-Alphida Crête, libéral, Saint-Maurice—Laflèche, Québec
- Paul Crête, Bloc québécois, Kamouraska—Rivière-du-Loup, Québec
- Oswald Smith Crocket, conservateur, York, Nouveau-Brunswick
- Patrick Dermott Crofton, progressiste-conservateur, Esquimalt—Saanich, Colombie-Britannique
- William Joseph Croke, anti-confédéré, Richmond, Nouvelle-Écosse
- David Arnold Croll, libéral, Spadina, Ontario
- David Edward Crombie, progressiste-conservateur, Rosedale, Ontario
- Frederick Robert Cromwell, conservateur, Compton, Québec
- Hume Cronyn, unioniste, London, Ontario
- John Carnell Crosbie, progressiste-conservateur, St. John's-Ouest, Terre-Neuve-et-Labrador
- Adam Brown Crosby, conservateur, Halifax, Nouvelle-Écosse
- Howard Edward Crosby, progressiste-conservateur, Halifax—East Hants, Nouvelle-Écosse
- Charles Wilson Cross, libéral, Athabaska, Alberta
- Guy F. Crossman, libéral, Kent, Nouveau-Brunswick
- Thomas Wilson Crothers, conservateur, Elgin-Ouest, Ontario
- Lloyd Roseville Crouse, progressiste-conservateur, Queens—Lunenburg, Nouvelle-Écosse
- Darius Crouter, libéral indépendant, Northumberland-Est, Ontario
- Jean Crowder, Nouveau Parti démocratique, Nanaimo—Cowichan, Colombie-Britannique
- Sanford Johnston Crowe, libéral, Burrard, Colombie-Britannique
- George Alexander Cruickshank, libéral, Fraser Valley, Colombie-Britannique
- Robert Cruise, libéral, Dauphin, Manitoba

## Cu - Cy
- Harold William Culbert, libéral, Carleton—Charlotte, Nouveau-Brunswick
- John Culbert, conservateur, Brockville, Ontario
- Jack Sydney George Cullen, libéral, Sarnia, Ontario
- Nathan Cullen, libéral, Skeena—Bulkley Valley, Colombie-Britannique
- Roy Cullen, libéral, Etobicoke-Nord, Ontario
- Arthur Culligan, conservateur, Restigouche—Madawaska, Nouveau-Brunswick
- Frederick William Cumberland, conservateur, Algoma, Ontario
- John Martin Cummins, réformiste, Delta, Colombie-Britannique
- James Cunningham, libéral, New Westminster, Colombie-Britannique
- Robert Cunningham, libéral, Marquette, Manitoba
- Douglas George Leopold Cunnington, conservateur, Calgary-Ouest, Alberta
- John Joseph Curran, conservateur, Montréal-Centre, Québec
- John Allister Currie, conservateur, Simcoe-Nord, Ontario
- Morley Currie, libéral, Prince Edward, Ontario
- Joseph Merrill Currier, libéral-conservateur, Ottawa (Cité d'), Ontario
- Lemuel Cushing, libéral, Argenteuil, Québec
- Edward Octavian Cuthbert, conservateur, Berthier, Québec
- Robert Barry Cutler, libéral, Kent, Nouveau-Brunswick
- Rodger Cuzner, libéral, Bras d'Or—Cap-Breton, Nouvelle-Écosse
- Alexandre Cyr, libéral, Gaspé, Québec
- Joseph Ernest Cyr, libéral, Provencher, Manitoba